# Биорасположивост
У фармакологији, биорасположивост се односи на удео примењене дозе лека који у неизмењеном облику доспева у системску циркулацију, и представља један од основних фармакокинетичких параметара лека. По дефиницији, биорасположивост лека примењеног интравенозно је 100%. Међутим, уколико се лек примени другим путем (нпр. орално), његова биорасположивост опада (услед непотпуне апсорпције и метаболизма прве фазе). Биорасположивост је значајан параметар у фармакокинетици јер ју је потребно узети у обзир приликом израчунавања доза код неинтравенозних рута примене лека.

## Дефиниција
Апсолутна биорасположивост је мера степена у којем терапеутски активан облик лека доспева у системску циркулацију и у којем је доступан на месту дејства. Обележава се словом F.
Релатвна биорасположивост представља однос апсолутних биорасположивости два препарата истог лека примењена истим или различитим путем. Ова два препарата могу, а не морају, имати исти фармацеутски облик. Уколико се ради о два препарата у истом облику и са истом количиним активне супстанце, говоримо о испитивању биоеквиваленције.

## Фактори који утичу на биорасположивост
Апсолутна биорасположивост лека примењеног неинтравенозним путем је обично мања од један (тј. F<1). Разни физиолошки фактори утичу на смањење расположивости лека пре његовог уласка у системску циркулацију.
Ови фактори обухватају, али нису ограничени на:
- слабу апсорпцију из гастроинтестиналног тракта (услед лоше растворљивости или недовољне липофилности)
- хемијску или метаболичку деградацију лека пре апсорпције
- метаболизам прве фазе

Сваки од ових фактора може варирати од пацијента до пацијента као и код истог пацијента током времена. Да ли је лек узет са храном или без ње утицаће на апсорпцију, други лекови узети истовремено могу да измене степен апсорпције и да утичу на промене које се одигравају у реакцијама прве фазе метаболизма, покретљивост (мотилитет) црева утиче на растварање лека и на евентуални степен његове хемијске деградације под утицајем интестиналне микрофлоре. Поремећаји функција јетре или гастроинтестиналног тракта ће такође имати ефекта на биорасположивост.